# Euophrys pseudogambosa
Euophrys pseudogambosa là một loài nhện trong họ Salticidae.
Loài này thuộc chi Euophrys. Euophrys pseudogambosa được Embrik Strand miêu tả năm 1915.